# Sonic and the Secret Rings
Sonic and the Secret Rings är titel på ett spel i spelserien Sonic the Hedgehog. Spelet är utvecklat av Sonic Team och utgivet av Sega och släppt till Wii år 2007.